# Tombos dos Fortes da Ilha Terceira

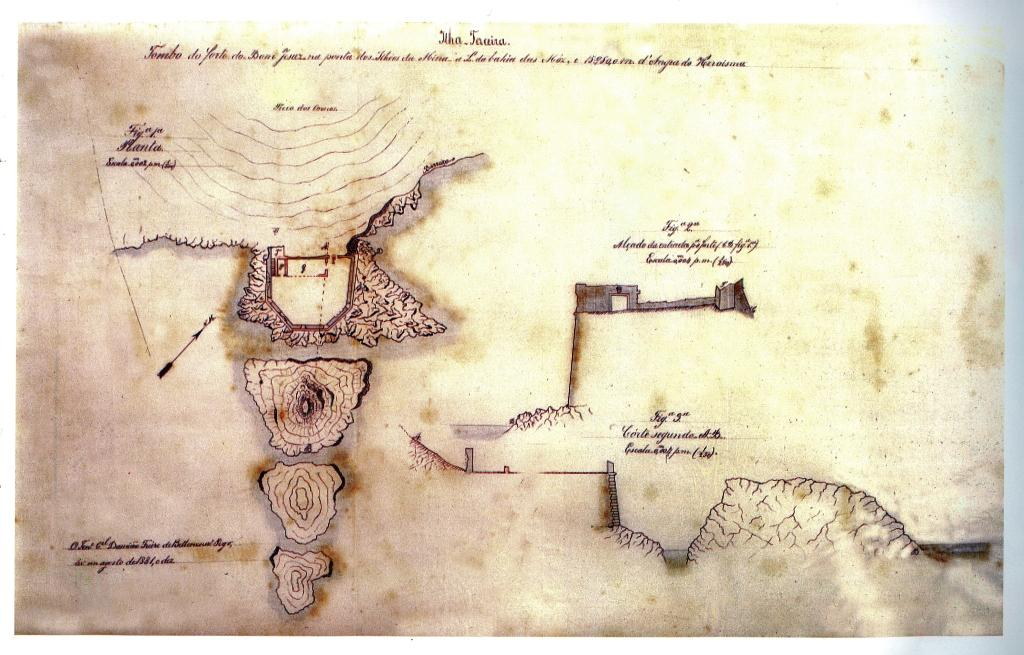
Planta do Forte do Bom Jesus.

Os Tombos dos Fortes da ilha Terceira constituem um importante documento historiográfico, para a história militar dos Açores.
Elaborados no início da década de 1880 por António Belo de Almeida Júnior e Damião Freire de Bettencourt Pego, contêm memórias descritivas das fortificações da Ilha Terceira.

## História
Depositados na Secção do Tombo da Direcção dos Serviços de Engenharia do Exército Português, e inéditos até à sua publicação pelo Instituto Histórico da Ilha Terceira em 1996, estes documentos foram localizados pelo Tenente-coronel Manuel Augusto Faria durante pesquisa documental acerca da Fortaleza de São João Baptista da Ilha Terceira. Algumas das plantas deles desanexadas, já haviam sido identificadas anteriormente e publicadas por Carlos Neves e Filipe Carvalho.
O seu estudo permite recuperar informações em grande parte consideradas perdidas, contribuindo não apenas para a preservação das estruturas remanescentes de fortificação que defendiam a costa da ilha, mas para subsisidiar a prospecção arqueológica daquelas hoje desaparecidas.
Os tombos foram iniciados no primeiro semestre de 1881, pelo levantamento topográfico efetuado pelo Tenente de Engenharia Almeida Jr.. As memórias descritivas são assinadas pelo Tenente-Coronel de Infantaria Damião Pego, manuscritas em papel almaço azul, com uma capa do mesmo material. As memórias são complementadas por um mapa-resumo e um desenho a nanquim, sobre papel, aguarelado no verso, de modo a suavizar a coloração.
À data do levantamento, a maior parte das estruturas já se encontrava abandonada há cerca de 50 anos, ou seja, desde o fim das Guerras Liberais, e em ruínas.

## Fortificações relacionadas nos Tombos
Embora tenha havido a intenção inicial de numerar as memórias, isso não foi feito à época, mantendo-se o espaço para tal em branco nas capas de cada uma. A numeração abaixo é meramente ilustrativa da sua sequência, conforme publicadas em 1996:
1. Forte do Bom Jesus (Vila de São Sebastião)
2. Forte das Caninas (Vila de São Sebastião)
3. Forte de São Sebastião (Angra do Heroísmo)
4. Forte das Cavalas (Vila de São Sebastião)
5. Forte das Chagas (Praia da Vitória)
6. Forte das Cinco Ribeiras
7. Forte do Espírito Santo
8. Forte Grande de São Mateus da Calheta
9. Forte da Greta (Vila de São Sebastião)
10. Forte da Igreja (São Mateus da Calheta)
11. Forte da Má Ferramenta
12. Forte de Nossa Senhora da Nazaré (Porto Martins)
13. Forte do Negrito
14. Forte do Pesqueiro dos Meninos (Vila de São Sebastião)
15. Forte do Porto dos Biscoitos
16. Forte do Porto (Praia da Vitória)
17. Forte da Rua Longa (Biscoitos)
18. Forte de São José (Cabo da Praia)
19. Reduto da Salga
20. Forte da Salga
21. Forte de Santa Catarina das Mós (Vila de São Sebastião)
22. Forte de Santa Catarina (Cabo da Praia)
23. Forte de Santo Antão (Praia da Vitória)
24. Forte de Santo António (Porto Judeu)
25. Forte de São Bento (Porto Martins)
26. Forte de São Caetano (Santa Cruz)
27. Forte de São Fernando (Vila de São Sebastião)
28. Forte de São Filipe (Porto Martins)
29. Forte de São Francisco (Angra do Heroísmo)
30. Forte de São João (Santa Cruz)
31. Forte dos Biscoitinhos

## Galeria

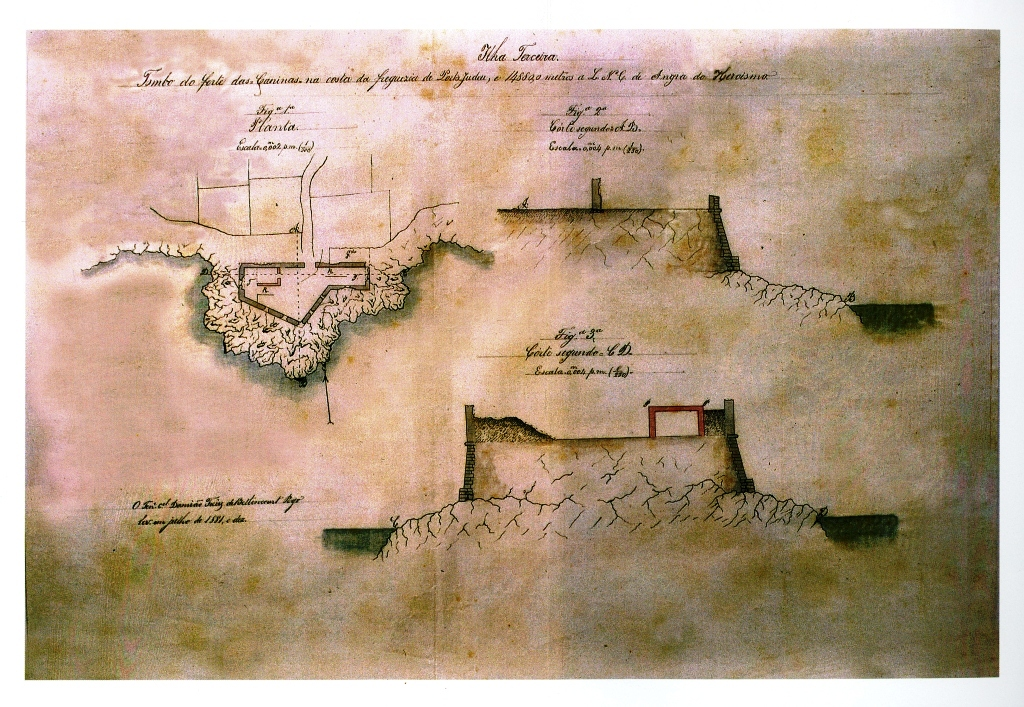
Planta do Forte das Caninas
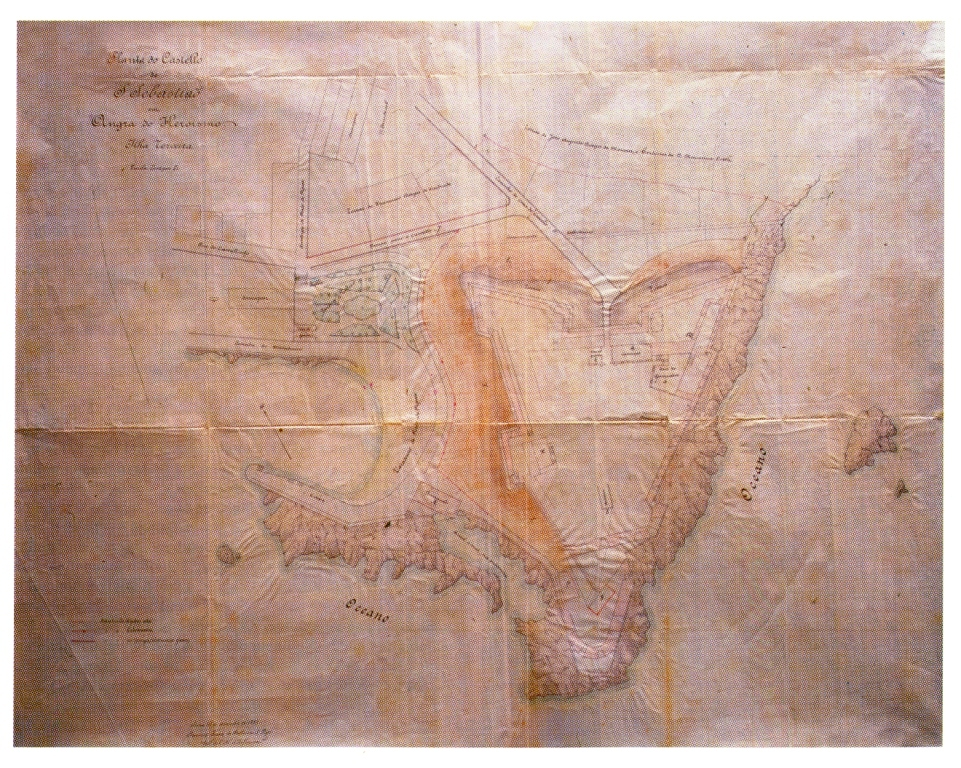
Planta do Forte de S. Sebastião
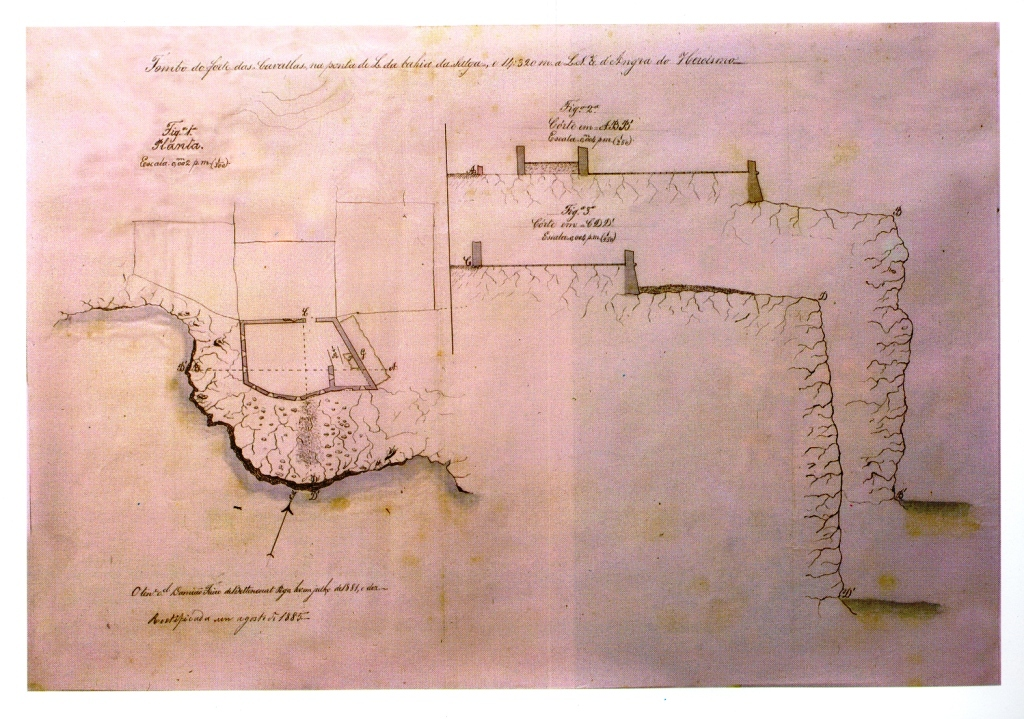
Planta do Forte das Cavalas
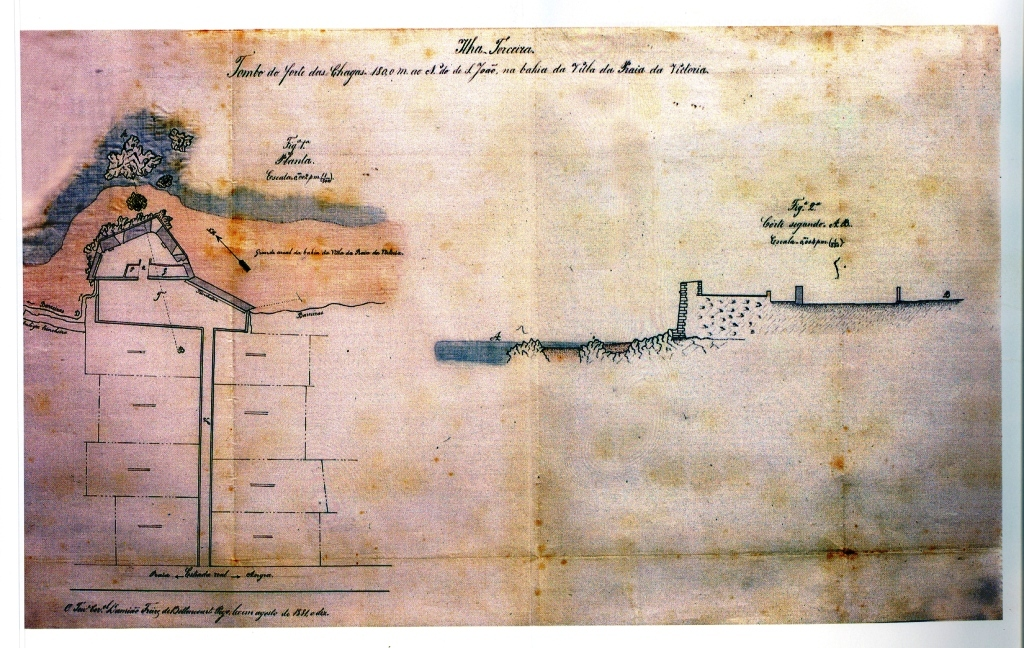
Planta do Forte das Chagas
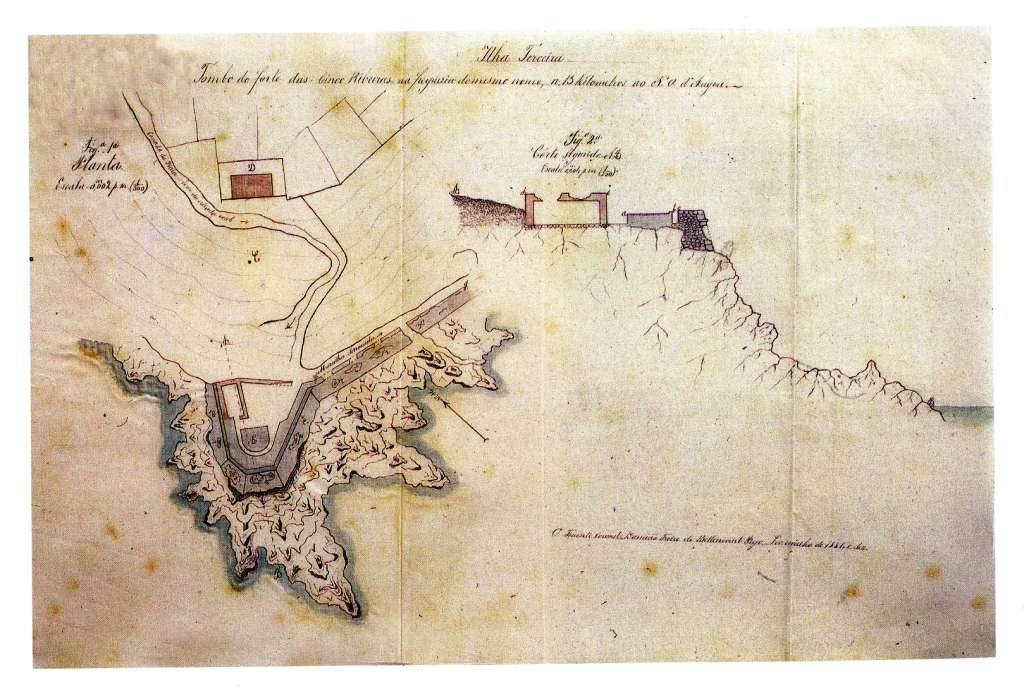
Planta do Forte das 5 Ribeiras
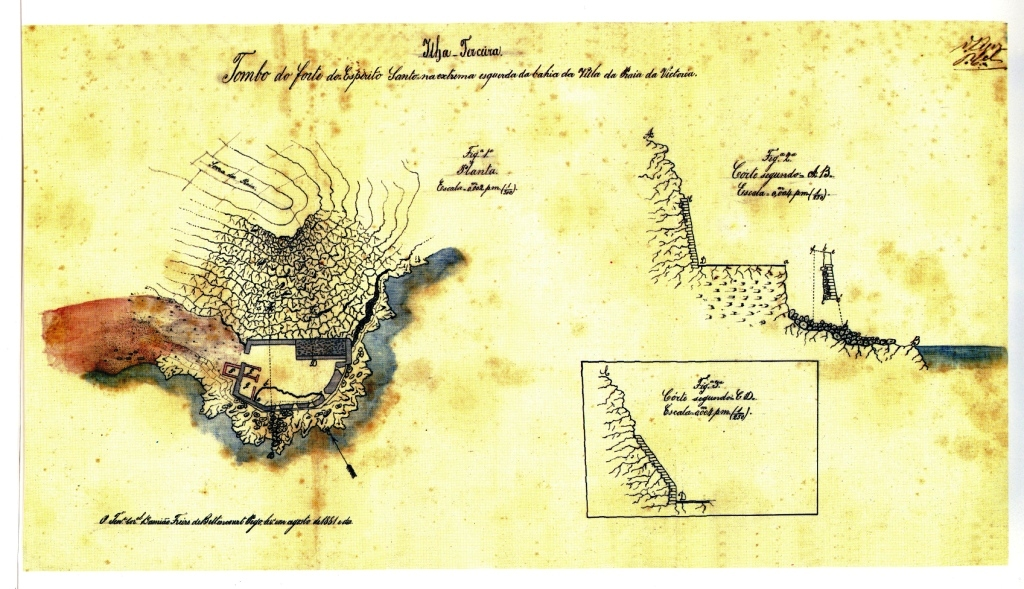
Planta do Forte do Espírito Santo
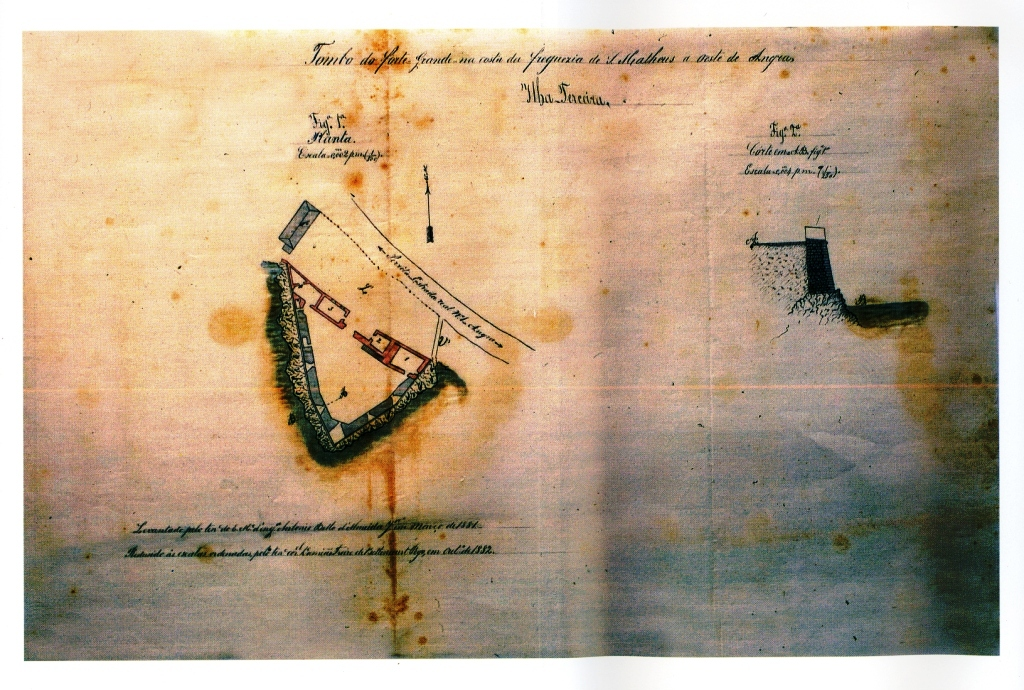
Planta do Forte Grande
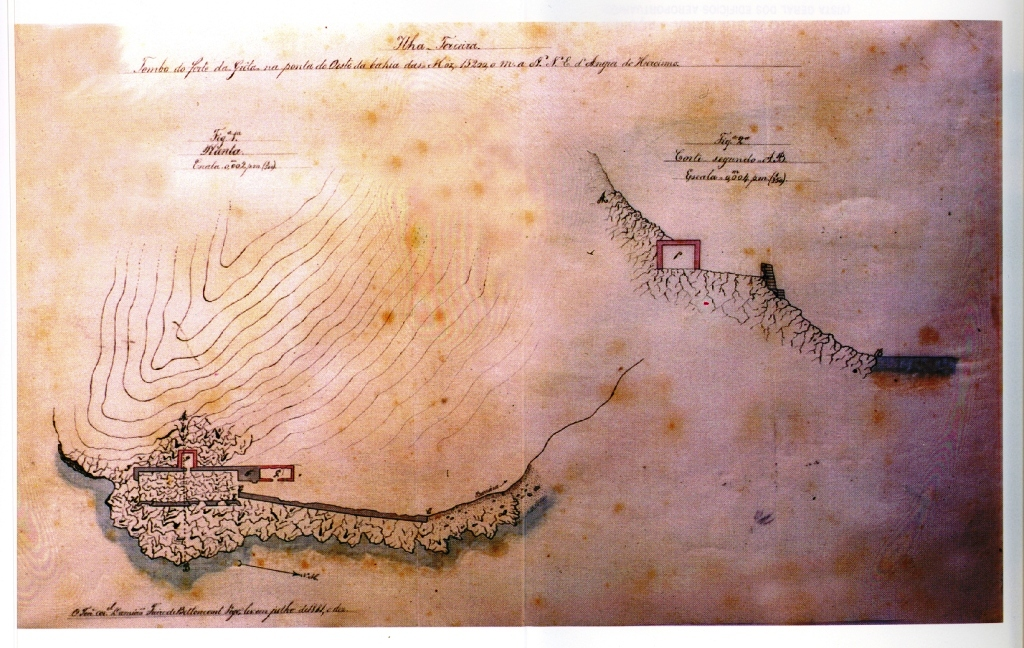
Planta do Forte da Greta
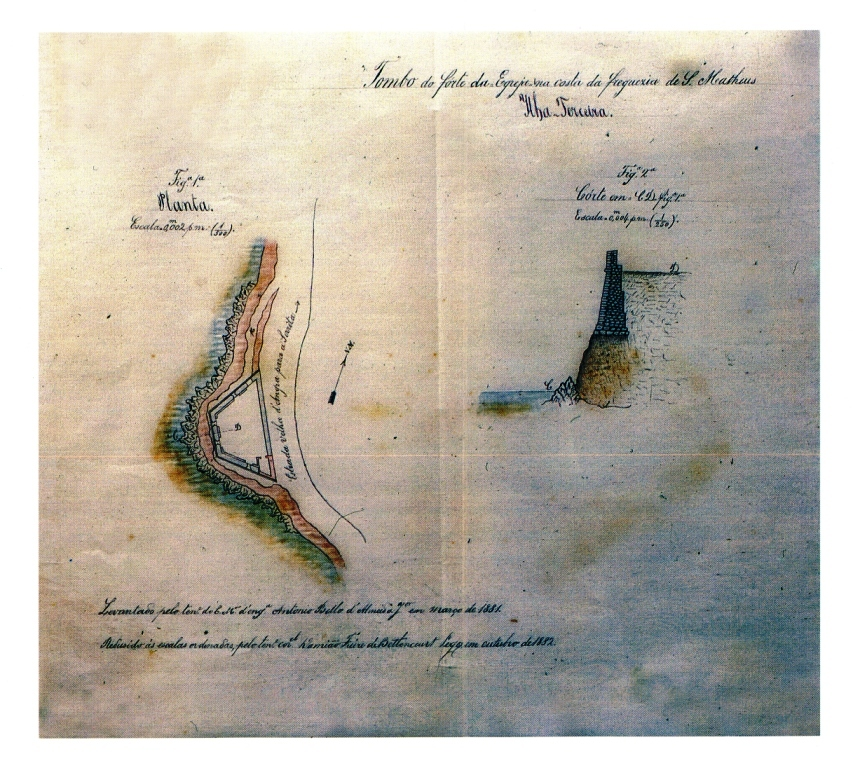
Planta do Forte da Igreja
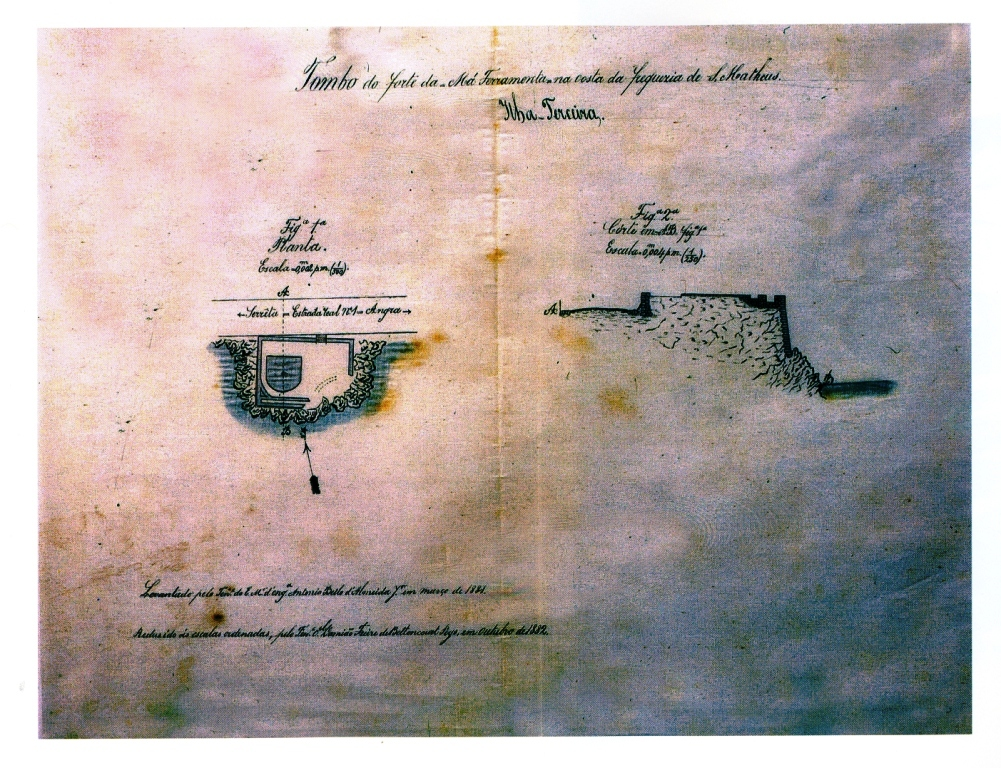
Planta do Forte da Má Ferramenta
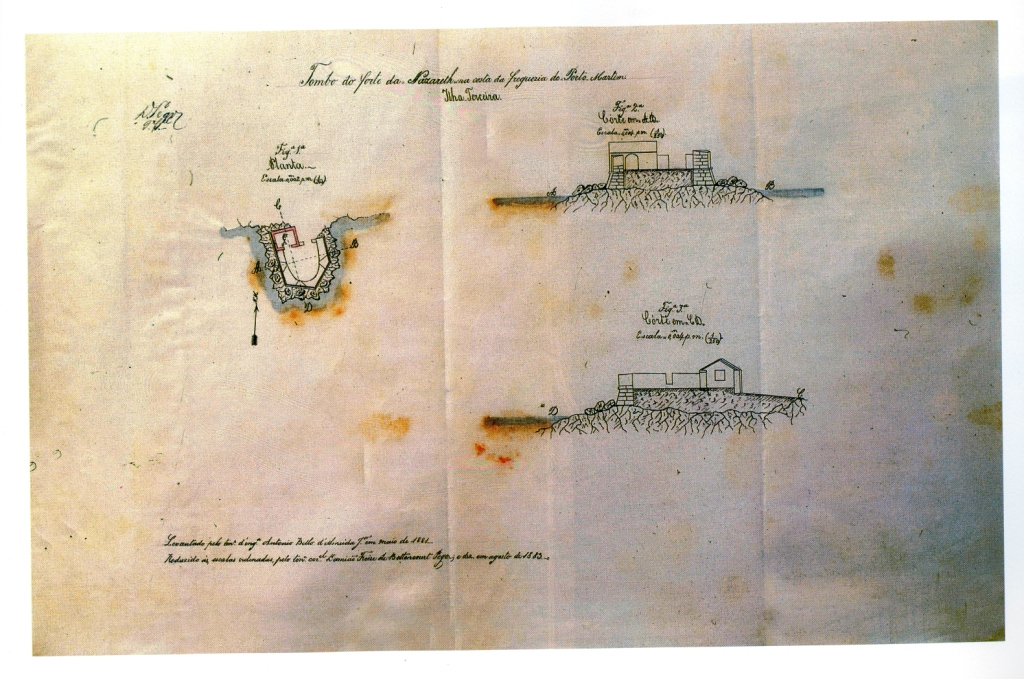
Planta do Forte da Nazaré
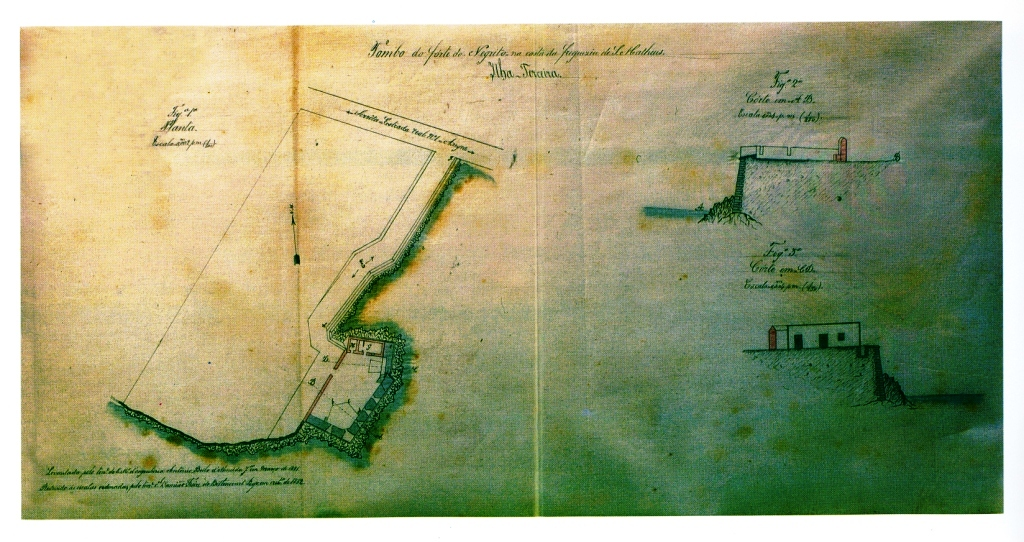
Planta do Forte do Negrito
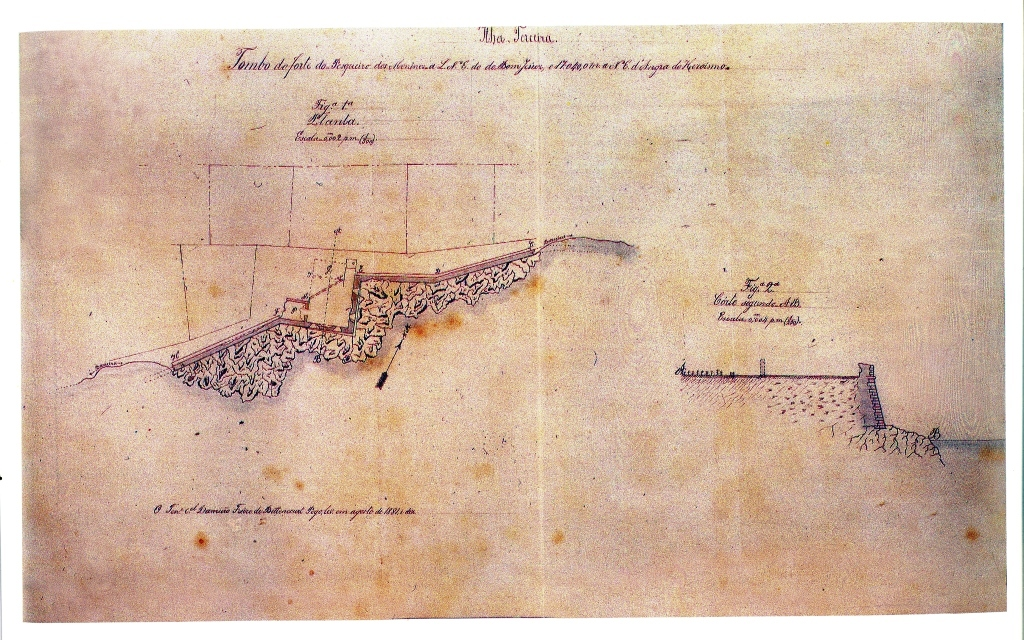
Planta do Forte do Pesqueiro
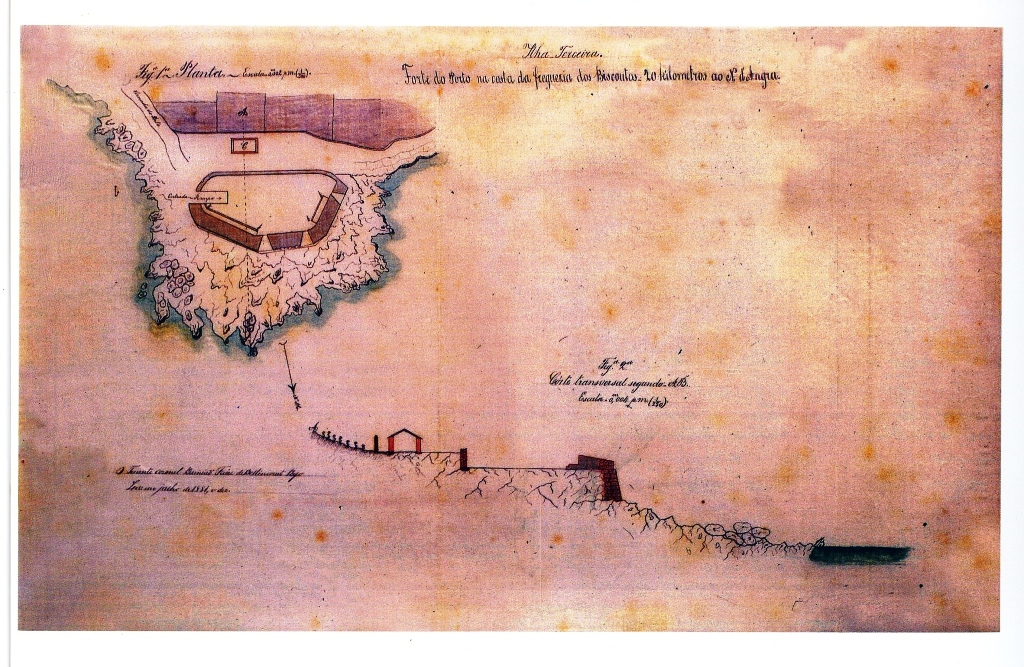
Planta do Forte de São Pedro
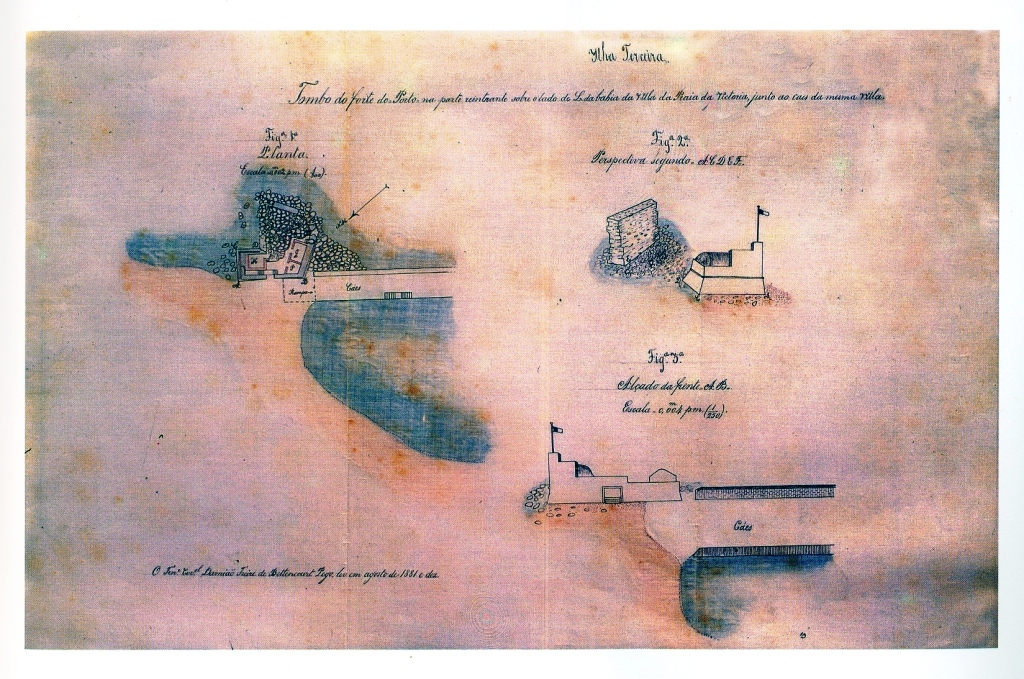
Planta do Forte do Porto
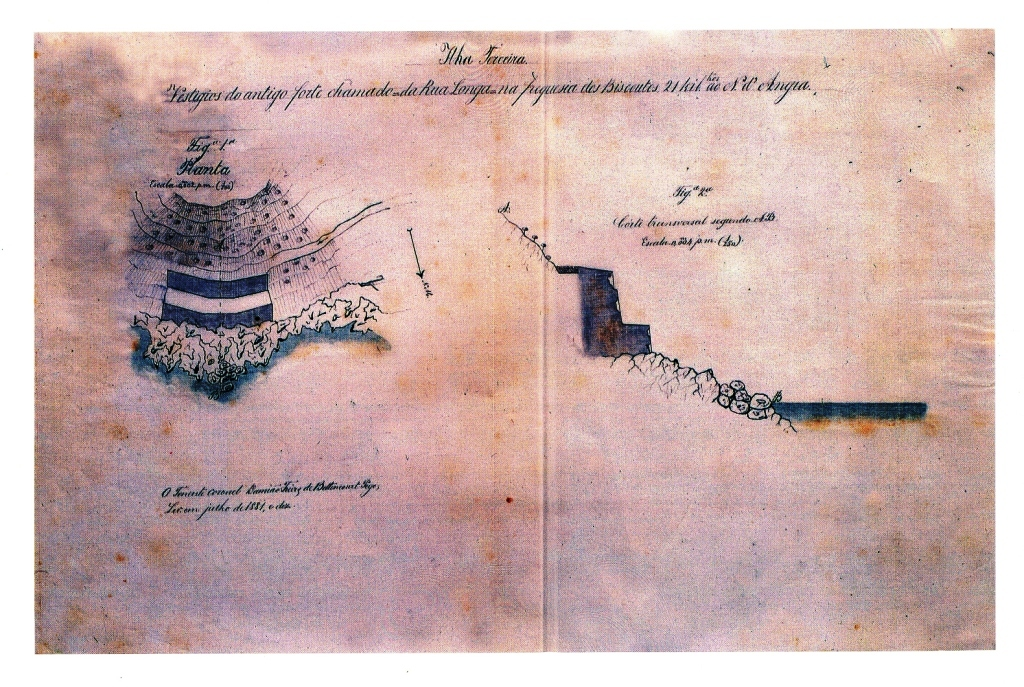
Planta do Forte da Rua Longa
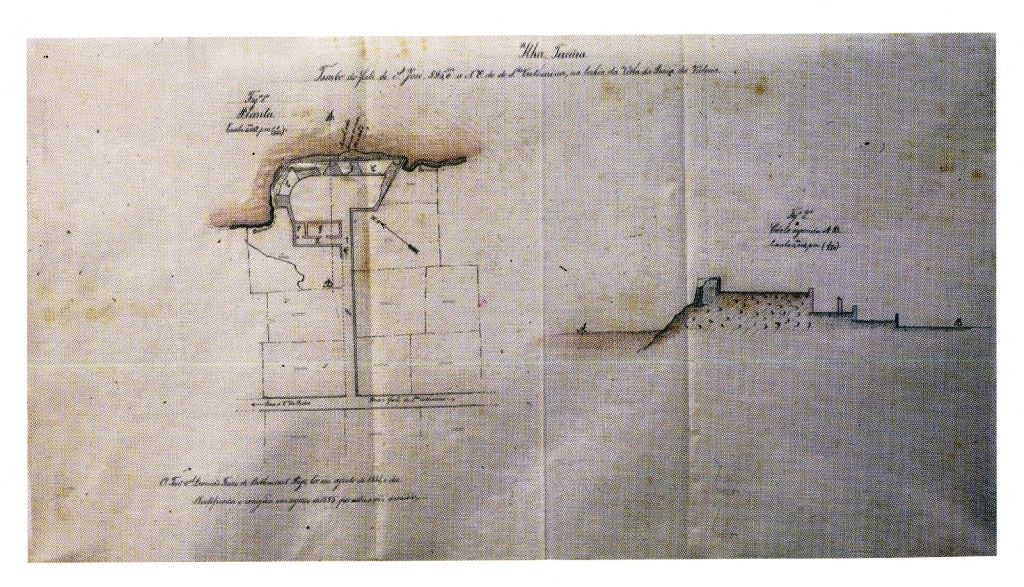
Planta do Forte de São José
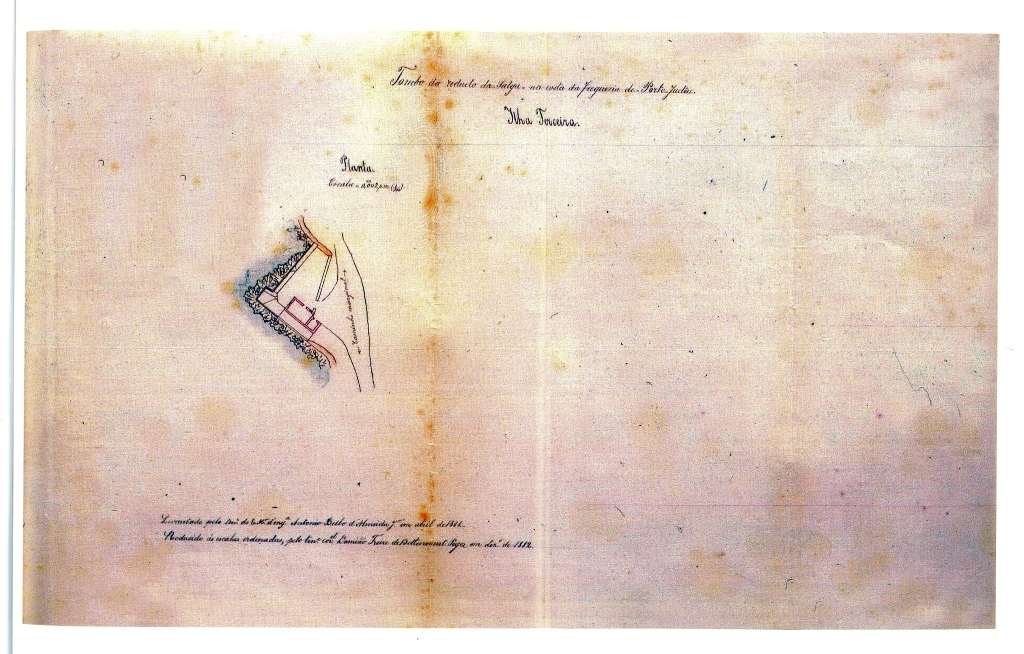
Planta do Reduto da Salga
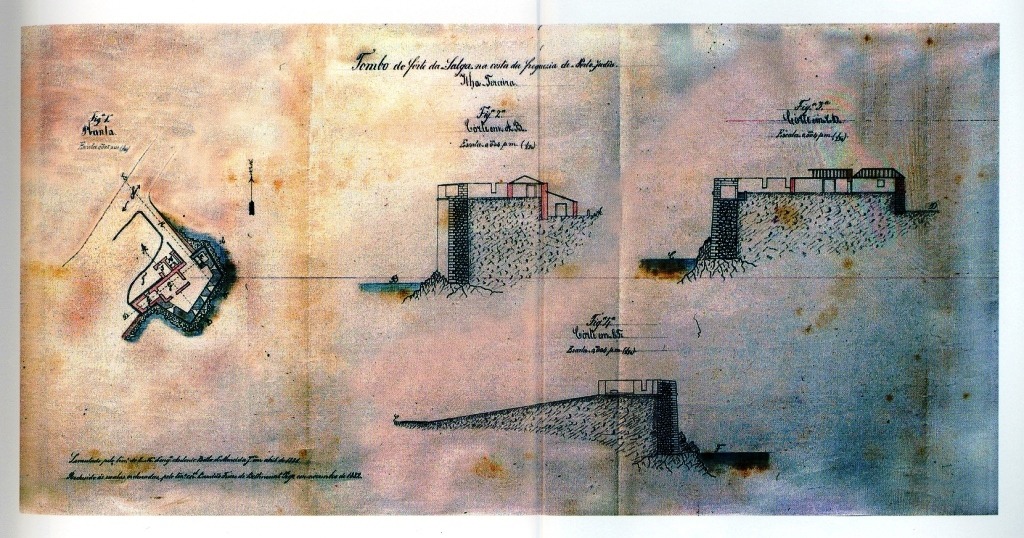
Planta do Forte da Salga
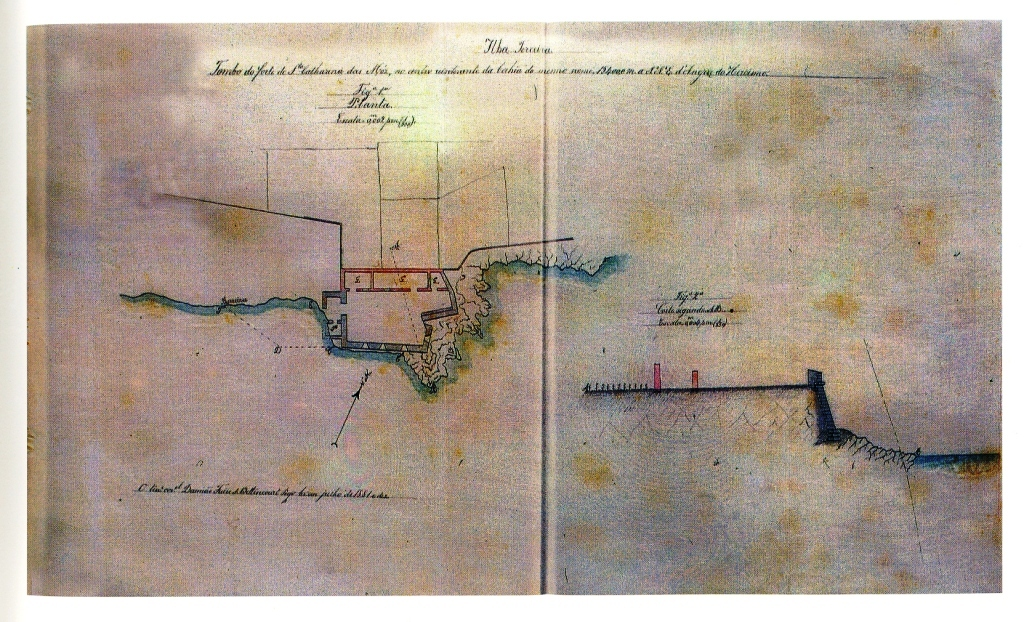
Planta do Forte de Sta. Catarina das Mós